# Oscar 1955
A 27ª cerimônia de entrega dos Academy Awards (ou Oscars 1955), apresentada pela Academia de Artes e Ciências Cinematográficas, premiou os melhores atores, técnicos e filmes de 1954 no dia 30 de março de 1955. Assim como nos dois anos anteriores, foi realizada simultaneamente em Hollywood e Nova York. Desta vez os mestres de cerimônia foram Bob Hope (Hollywood) e Thelma Ritter (Nova York).
O drama On the Waterfront foi premiado na categoria de melhor filme.

## Indicados e vencedores
| Melhor Filme - On the Waterfront - The Caine Mutiny - The Country Girl - Seven Brides for Seven Brothers - Three Coins in the Fountain                                                                                 | Melhor Diretor - Elia Kazan – On the Waterfront - Alfred Hitchcock – Rear Window - George Seaton – The Country Girl - William A. Wellman – The High and the Mighty - Billy Wilder – Sabrina |
| Melhor Ator/Actor (Principal) - Marlon Brando – On the Waterfront - Humphrey Bogart – The Caine Mutiny - Bing Crosby – The Country Girl - James Mason – A Star Is Born - Dan O'Herlihy – Robinson Crusoe               | Melhor Atriz/Actriz (Principal) - Grace Kelly – The Country Girl - Dorothy Dandridge – Carmen Jones - Judy Garland – A Star Is Born - Audrey Hepburn – Sabrina - Jane Wyman – Magnificent Obsession                                                                                             |
| Melhor Ator/Actor Coadjuvante/Secundário - Edmond O'Brien – The Barefoot Contessa - Lee J. Cobb – On the Waterfront - Karl Malden – On the Waterfront - Rod Steiger – On the Waterfront - Tom Tully – The Caine Mutiny | Melhor Atriz/Actriz Coadjuvante/Secundária - Eva Marie Saint – On the Waterfront - Nina Foch – Executive Suite - Katy Jurado – Broken Lance - Jan Sterling – The High and the Mighty - Claire Trevor – The High and the Mighty                                                                  |
| Melhor Roteiro/Argumento - Original - On the Waterfront - The Barefoot Contessa - Genevieve - The Glenn Miller Story - Knock on Wood                                                                                   | Melhor Roteiro/Argumento - Adaptado - The Country Girl - The Caine Mutiny - Rear Window - Sabrina - Seven Brides for Seven Brothers |
| Melhor História Original - Broken Lance - Bread, Love and Dreams - Forbidden Games - Night People - There's No Business Like Show Business                                                                             | Melhores Efeitos Especiais - 20,000 Leagues Under the Sea - Hell and High Water - Them! |
| Melhor Documentário em Longa-metragem - The Vanishing Prairie - The Stratford Adventure | Melhor Documentário em Curta-metragem - Thursday's Children - Jet Carrier - Rembrandt: A Self-Portrait |
| Melhor Curta-metragem em Uma Bobina - This Mechanical Age - The First Piano Quartette - The Strauss Fantasy | Melhor Curta-metragem em Duas Bobinas - A Time Out of War - Beauty and the Bul - Jet Carrier - Siam |
| Melhor Animação em Curta-metragem - When Magoo Flew - Crazy Mixed Up Pup - Pigs Is Pigs - Sandy Claws - Touché, Pussy Cat!                                                                                             | Melhor Edição/Montagem - On the Waterfront - 20,000 Leagues Under the Sea - The Caine Mutiny - The High and the Mighty - Seven Brides for Seven Brothers |
| Melhor Trilha Sonora/Banda Sonora/Comédia ou Drama - The High and the Mighty - The Caine Mutiny - Genevieve - On the Waterfront - The Silver Chalice                                                                   | Melhor Canção original - "Three Coins in the Fountain" por Three Coins in the Fountain - "Count Your Blessings Instead of Sheep" por White Christmas - "The High and the Mighty" por The High and the Mighty - "Hold My Hand" por Susan Slept Here - "The Man That Got Away" por A Star Is Born |
| Melhor Trilha Sonora/Banda Sonora/Musical - Seven Brides for Seven Brothers - Carmen Jones - The Glenn Miller Story - A Star Is Born - There's No Business Like Show Business                                          | Melhor Mixagem/mistura de Som - The Glenn Miller Story - Brigadoon - The Caine Mutiny - Rear Window - Susan Slept Here |
| Melhor Direção de Arte/Preto & Branco - On the Waterfront - The Country Girl - Executive Suite - Le plaisir - Sabrina                                                                                                  | Melhor Direção de Arte/Colorido - 20,000 Leagues Under the Sea - Brigadoon - Desiree - Red Garters - A Star Is Born |
| Melhor Cinematografia/Fotografia/Preto & Branco - On the Waterfront - The Country Girl - Executive Suite - Rogue Cop - Sabrina                                                                                         | Melhor Cinematografia/Fotografia/Colorido - Three Coins in the Fountain - The Egyptian - Rear Window - Seven Brides for Seven Brothers - The Silver Chalice |
| Melhor Figurino/Guarda-Roupa/Preto & Branco - Sabrina - The Earrings of Madame de... - Executive Suite - It Should Happen to You - Indiscretion of an American Wife                                                    | Melhor Figurino/Guarda-Roupa/Colorido - The Gate of Hell - Brigadoon - Desiree - A Star Is Born - There's No Business Like Show Business |
| Melhor Filme Estrangeiro - Jigokumon (Japão) | |

### Múltiplas indicações
- 12 indicações: On the Waterfront
- 7 indicações: The Caine Mutiny e The Country Girl
- 6 indicações: The High and the Mighty, Sabrina e A Star is Born
- 5 indicações: Seven Brides for Seven Brothers
- 4 indicações: Executive Suite e Rear Window
- 3 indicações: 20,000 Leagues Under the Sea, Brigadoon, The Glenn Miller Story, There's No Business Like Show Business e Three Coins in the Fountain
- 2 indicações: The Barefoot Contessa, Broken Lance, Carmen Jones, Desiree, Genevieve, Jet Carrier, The Silver Chalice e Susan Slept Here